# Chlorurus oedema
Chlorurus oedema es una especie de peces de la familia Scaridae en el orden de los Perciformes.

## Morfología
• Los machos pueden llegar alcanzar los 42 cm de longitud total.

## Distribución geográfica
Se encuentra desde Sri Lanka hasta las Filipinas e Islas Ryukyu.